# Amsterdam (stad in New York)
Amsterdam is een stad in Montgomery County, Verenigde Staten. In de census van 2006 had de stad 17.758 inwoners. De naam is afgeleid van de gelijknamige stad in Nederland, net als die van enkele andere plaatsen in de VS.
De City of Amsterdam ligt naast het dorp Amsterdam aan de oevers van de Mohawk. Het grootste deel van de stad ligt op de noordoever, maar het gebied Port Jackson op de zuidoever behoort ook tot de stad.

## Geschiedenis
De gemeenschap heette eerder "Veedersburgh". De plaats ontstond in 1830 als onderdeel van het dorp Amsterdam. Door nieuwbouw in 1854, 1865 en 1875 groeide het aantal inwoners. In 1885 werd Amsterdam een stad en werd de stad groter door annexatie van het voormalige "Village of Port Jackson."

## Geografie
State Route 30 kruist de rivier de Mohawk en verbindt het hoofddeel van de stad met de New York State Thruway.
Volgens het United States Census Bureau heeft de stad een oppervlakte van 16,3 km². Daarvan is 15,4 km² land en 0,9 km² water.

## Industrie
Historisch staat de stad bekend als centrum van de tapijtindustrie; vestigingsplaats van de bedrijven Bigelow-Sanford en Mohawk Mills Carpet. In de negentiende eeuw stond de stad ook bekend om de productie van textiel en drukknopen. In het begin van de jaren tachtig van de 20e eeuw was ook Coleco er gevestigd, fabrikant van ColecoVision, Cabbage Patch Kids en de Coleco Adam (een homecomputer). De huidige industrie bestaat uit onder andere Longview Fiber Co., Fownes Glove Co. en Fiber Glass Industries (FGI).

## Burgemeesters
| Naam                 | Partij | Jaar / periode |
| -------------------- | ------ | -------------- |
| John Carmichael      |        | 1885           |
| Harlan P. Kline      |        | 1886           |
| Thomas Liddle        |        | 1887–1888      |
| John F. Dwyer        |        | 1889           |
| Hicks B. Waldron     |        | 1890           |
| William A. Breedon   |        | 1891–1892      |
| Charles S. Nisbet    |        | 1893           |
| George R. Hannon     |        | 1894           |
| William A. Fisher    |        | 1895–1896      |
| William H. Kafman    |        | 1897           |
| Zerah S. Westbrook   |        | 1898–1899      |
| Samuel Wallin        |        | 1900–1901      |
| William A. Gardner   |        | 1902–1903      |
| Robert N. Clark      |        | 1904–1905      |
| Jacob H. Dealy       |        | 1906–1909      |
| Seely Conover        |        | 1910–1911      |
| Jacob H. Dealy       |        | 1912–1913      |
| James R. Cline       |        | 1914–1917      |
| Seely Conover        |        | 1918–1919      |
| Theron Akin          |        | 1920–1923      |
| Carl S. Salmon       |        | 1924–1929      |
| William A. Gardner   |        | 1930–1931      |
| Robert B. Brumagin   |        | 1932–1933      |
| Arthur Carter        | Dem.   | 1934–1943      |
| Wilbur H. Lynch      |        | 1944–1945      |
| Joseph P. Hand       |        | 1946–1947      |
| Burtiss E. Deal      |        | 1948–1955      |
| Frank J. Martuscello | Rep.   | 1956–1957      |
| Thomas F. Gregg      | Dem.   | 1958–1959      |
| Frank J. Martuscello | Rep.   | 1960–1963      |
| Marcus I. Breier     | Rep.   | 1964–1967      |
| John P. Gomulka      | Dem.   | 1968–1979      |
| Mario Villa          | Rep.   | 1980–1987      |
| Paul Parillo         | Dem.   | 1988–1991      |
| Mario Villa          | Ind.   | 1992–1995      |
| John M. Duchessi     | Dem.   | 1996–2003      |
| Joseph Emanuele      | Rep.   | 2004–2007      |
| Ann M. Thane         | Dem.   | 2008–2015      |
| Michael Villa        | Rep.   | 2016–2019      |
| Michael Cinquanti    | Dem.   | 2020–heden     |

## Onderwijs
Openbare scholen
Basisschool
- William H. Barkley Elementary
- William B. Tecler Elementary
- Clara Bacon Elementary (gesloten)
- Raphael J. McNulty Academy for International Studies and Literacy
- Marie Curie "Eastside" Elementary

Voortgezet onderwijs
- Wilbur H. Lynch Middle School
- Amsterdam High School

Privéscholen
- St. Stanislaus (gesloten)
- St. Mary's Institute
- Bishop Scully High School (gesloten)

Colleges
- Fulton Montgomery Community College

## Plaatsen in de nabije omgeving
De onderstaande figuur toont nabijgelegen plaatsen in een straal van 16 km rond Amsterdam.

## Bekende "Amsterdammers"
- Kirk Douglas (1916-2020), acteur[2]
- Ray Tomlinson (1941-2016), uitvinder van de e-mail